# Chatito
Chatito es una villa peruana ubicada en el distrito de La Arena, perteneciente a la provincia y departamento de Piura, al norte del Perú. 

## Ubicación
Chatito se ubica al suroeste de la provincia de Piura, en el distrito de La Arena, en el departamento de Piura.

## Demografía
En 2017 Chatito tenía una población de 2050 habitantes.
| Gráfica de evolución demográfica de Chatito entre 1993 y 2017 |
|                                                               |
| Fuentes: Población 1993 y 2017                                |